# Чуликовы
Чуликовы — военная династия в Чечне кон. XVIII — нач. ХХ вв., владевшая притеречными землями.

## Общие сведения

### Становление
В 1809 году родоначальник Чуликовых — Чулик Гендаргеноев вывел с гор и поселил напротив станицы Ищёрской часть именитых чеченцев и основал Чулик-Юрт (Знаменское). Его сын Сулейман находился на российской службе, пользовался большим авторитетом среди местных жителей.
В середине XIX века Юсуп Чуликов, сын Сулеймана, был назначен начальником Надтеречного участка Терской области.

### Происхождение
- Сайка
  - Исмайла
    - Исмайлин Дуда (1802—1886)
    - Элжа

  - Чулик (1780—1829)
    - Сулейман Чуликов
      -  Улубий Чуликов
        -  Юсуп Чуликов
          - Али Чуликов (1900—1962)
            - Махмут Чуликов

      - Абдул-Кадыр Чуликов (ум. 1917)
        - Али Чуликов
        - Алауди Чуликов
        - Махма Чуликов
          - Мяхти Чуликов
            -  Ибрагим Чуликов (1891—1986)
            -  Махмуд Чуликов (1894-1938)
              - Магомед Чуликов

          - Сайд-Магомед Чуликов

  - Нойрби
  - Меза